# Amelia Andersdotter
Amelia Andersdotter   (Parròquia de la Catedral d'Uppsala, 30 d'agost de 1987) és una política sueca i diputada europea del Partit Pirata elegida a les eleccions al Parlament Europeu de 2009.

## Biografia

### Inicis
Andersdotter estudià Matemàtiques i Econòmiques a la Universitat de Lund i també té alguns estudis de castellà. Treballà en un programa de ràdio destinat al públic jove a la ràdio de Lund.
Des de 2007 fins que dimití el març de 2010 va exercir de coordinadora internacional de l'Ung Pirat (Jove Pirata), les joventuts del Partit Pirata suec, organització que va promoure.

### Diputada europea
Andersdotter es va presentar com a número dos a les eleccions darrere de Christian Engström, però el nombre de vots va ser insuficient per aconseguir un escó al Parlament Europeu el juny de 2009. Tanmateix, ser poder ser elegible l'1 de desembre de 2009, quan va entrar en vigor el Tractat de Lisboa, cosa que donava a Suècia dos seients més al Parlament Europeu.
Els 18 nous diputats europeus no van poder ocupar els seus escons immediatament, incloent-hi Andersdotter, ja que alguns països de la Unió Europea no havien escollit els seus diputats europeus addicionals el dia que el Tractat de Lisboa havia entrat en vigor. S'exigí un canvi del tractat i es va tardar aproximadament dos anys per aconseguir que tots els estats membre signessin el canvi de tractat. Amb Bèlgica, l'últim país signant, es completava el procés el novembre de 2011 i així el Parlament Europeu ja podia incloure els nous membres.
En una entrevista, Andersdotter assegurà que si sortia elegida, consideraria donar part del seu salari de diputada europea a l'Attac, a Ordfront i a Amnistia Internacional.
Amb la ratificació de tots els estats membres de la Unió Europea al Tractat de Lisboa, es convertí el desembre de 2011 en la diputada més jove del parlament.